# Simplastrea
Simplastrea is een geslacht van neteldieren uit de klasse van de Anthozoa (bloemdieren).

## Soort
- Simplastrea vesicularis Umbgrove, 1939